# 1987-es fedett pályás atlétikai Európa-bajnokság
Az 1987-es fedett pályás atlétikai Európa-bajnokságot Liévinben, Franciaországban rendezték február 21. és február 22. között. Ez volt a 18. fedett pályás Eb. A férfiaknál 13, a nőknél 11 versenyszám volt, először rendeztek női gyalogló számot, a férfi gyaloglás pedig néhány éves kihagyás után került vissza a programba.

## A magyar sportolók eredményei
Magyarország az Európa-bajnokságon 7 sportolóval képviseltette magát.

## Éremtáblázat
(A táblázatban a rendező nemzet eltérő háttérszínnel kiemelve.)
| Helyezés | Nemzet         | Arany | Ezüst | Bronz | Összesen |
| 1.       | NDK            | 4     | 5     | 4     | 13       |
| 1.       | Szovjetunió    | 4     | 5     | 4     | 13       |
| 3.       | Franciaország  | 3     | 1     | 2     | 6        |
| 4.       | Hollandia      | 3     | 1     | 0     | 4        |
| 5.       | Bulgária       | 2     | 3     | 1     | 6        |
| 6.       | Nagy-Britannia | 2     | 1     | 2     | 5        |
| 7.       | Spanyolország  | 1     | 1     | 1     | 3        |
| 8.       | Svájc          | 1     | 1     | 0     | 2        |
| 9.       | Csehszlovákia  | 1     | 0     | 3     | 4        |
| 10.      | Lengyelország  | 1     | 0     | 2     | 3        |
| 11.      | Finnország     | 1     | 0     | 1     | 2        |
| 11.      | Svédország     | 1     | 0     | 1     | 2        |
| 13.      | NSZK           | 0     | 3     | 3     | 6        |
| 14.      | Olaszország    | 0     | 3     | 1     | 4        |

## Érmesek
- WR – világrekord
- CR – Európa-bajnoki rekord
- AR – kontinens rekord
- NR – országos rekord
- PB – egyéni rekord
- WL – az adott évben aktuálisan a világ legjobb eredménye
- SB – az adott évben aktuálisan az egyéni legjobb eredmény

### Férfi
| Versenyszám      | Arany                              | Arany       | Ezüst                              | Ezüst    | Bronz                                                          | Bronz    |
| ---------------- | ---------------------------------- | ----------- | ---------------------------------- | -------- | -------------------------------------------------------------- | -------- |
| 60 m             | Marian Woronin · Lengyelország     | 6,51 CR     | Pierfrancesco Pavoni · Olaszország | 6,58     | František Ptácník · Csehszlovákia · Antonio Ullo · Olaszország | 6,61     |
| 200 m            | Bruno Marie-Rose · Franciaország   | 20,36 CR    | Vlagyimir Krilov · Szovjetunió     | 20,53    | John Regis · Nagy-Britannia                                    | 20,54    |
| 400 m            | Todd Bennett · Nagy-Britannia      | 46,81       | Momcsil Harizanov · Bulgária       | 46,89    | Paul Harmsworth · NDK                                          | 46,92    |
| 800 m            | Rob Druppers · Hollandia           | 1:48,12     | Vlagyimir Graudin · Szovjetunió    | 1:49,14  | Ari Suhonen · Finnország                                       | 1:49,56  |
| 1500 m           | Han Kulker · Hollandia             | 3:44,79     | Jens-Peter Herold · NDK            | 3:45,36  | Klaus-Peter Nabein · NSZK                                      | 3:45,84  |
| 3000 m           | José Luis González · Spanyolország | 7:52,27     | Dieter Baumann · NSZK              | 7:53,93  | Pascal Thiébaut · Franciaország                                | 7:54,03  |
| 60 m gát         | Arto Bryggare · Finnország         | 7,59        | Colin Jackson · Nagy-Britannia     | 7,63     | Nigel Walker · Nagy-Britannia                                  | 7,65     |
| 5000 m gyaloglás | Jozef Pribilinec · Csehszlovákia   | 19:08,44 CR | Ronald Weigel · NDK                | 19:08,93 | Roman Mrázek · Csehszlovákia                                   | 19:10,77 |
| Magasugrás       | Patrik Sjöberg · Svédország        | 2,38 CR     | Carlo Thränhardt · NSZK            | 2,36     | Gennagyij Avgyejenko · Szovjetunió                             | 2,36     |
| Rúdugrás         | Thierry Vigneron · Franciaország   | 5,85 =CR    | Ferenc Salbert · Franciaország     | 5,85     | Marian Kolasa · Lengyelország                                  | 5,80     |
| Távolugrás       | Robert Emmijan · Szovjetunió       | 8,49 CR     | Giovanni Evangelisti · Olaszország | 8,26     | Christian Thomas · NSZK                                        | 8,12     |
| Hármasugrás      | Serge Hélan · Franciaország        | 17,15       | Hriszto Markov · Bulgária          | 17,12    | Nyikolaj Muszijenko · Szovjetunió                              | 17,00    |
| Súlylökés        | Ulf Timmermann · NDK               | 22,19 CR    | Werner Günthör · Svájc             | 21,53    | Szergej Szmirnov · Szovjetunió                                 | 20,97    |

### Női
| Versenyszám      | Arany                              | Arany      | Ezüst                             | Ezüst    | Bronz                                                    | Bronz    |
| ---------------- | ---------------------------------- | ---------- | --------------------------------- | -------- | -------------------------------------------------------- | -------- |
| 60 m             | Nelli Fiere-Cooman · Hollandia     | 7,01       | Anelia Nuneva · Bulgária          | 7,06     | Marlies Göhr · NDK                                       | 7,12     |
| 200 m            | Kirsten Emmelmann · NDK            | 23,10      | Blanca Lacambra · Spanyolország   | 23,19    | Marie-Christine Cazier · Franciaország                   | 23,40    |
| 400 m            | Marija Pinyigina · Szovjetunió     | 51,27      | Gisela Kinzel · NSZK              | 52,29    | Cristina Pérez · Spanyolország                           | 52,63    |
| 800 m            | Christine Wachtel · NDK            | 1:59,89    | Sigrun Wodars · NDK               | 2:00,59  | Ljubov Kirjuhina · Szovjetunió                           | 2:01,85  |
| 1500 m           | Sandra Gasser · Svájc              | 4:08,76    | Szvetlana Kitova · Szovjetunió    | 4:09,01  | Ivana Walterová · Csehszlovákia                          | 4:09,09  |
| 3000 m           | Yvonne Murray · Nagy-Britannia     | 8:46,06 CR | Elly van Hulst · Hollandia        | 8:51,40  | Brigitte Kraus · NSZK                                    | 8:53,01  |
| 60 m gát         | Jordanka Donkova · Bulgária        | 7,79       | Gloria Uibel · NDK                | 7,89     | Ginka Zagorcseva · Bulgária                              | 7,92     |
| 3000 m gyaloglás | Natalja Dmitrocsenko · Szovjetunió | 12:57,29   | Giuliana Salce · Olaszország      | 12:59,11 | Monica Gunnarsson · Svédország                           | 13:06,46 |
| Magasugrás       | Sztefka Kosztadinova · Bulgária    | 1,97       | Tamara Bikova · Szovjetunió       | 1,94     | Susanne Beyer · NDK · Elżbieta Trylińska · Lengyelország | 1,91     |
| Távolugrás       | Heike Drechsler · NDK              | 7,12       | Galina Csisztyakova · Szovjetunió | 6,89     | Jelena Belevszkaja · Szovjetunió                         | 6,76     |
| Súlylökés        | Natalja Ahrimenko · Szovjetunió    | 20,84      | Heidi Krieger · NDK               | 20,02    | Heike Hartwig · NDK                                      | 20,00    |